# Compania Intercomunală a Malului Stâng al Scheldei
Compania Intercomunală a Malului Stâng al Scheldei (în neerlandeză Intercommunale Maatschappij van de Linker Schelde Oever, prescurtat IMALSO) a fost o societate pe acțiuni constituită pe 9 martie 1929, cu scopul de a se ocupa de dezvoltarea așezării de pe malul stâng al fluviului Schelde și conectarea acesteia cu restul orașului Antwerpen din Belgia.

## Context

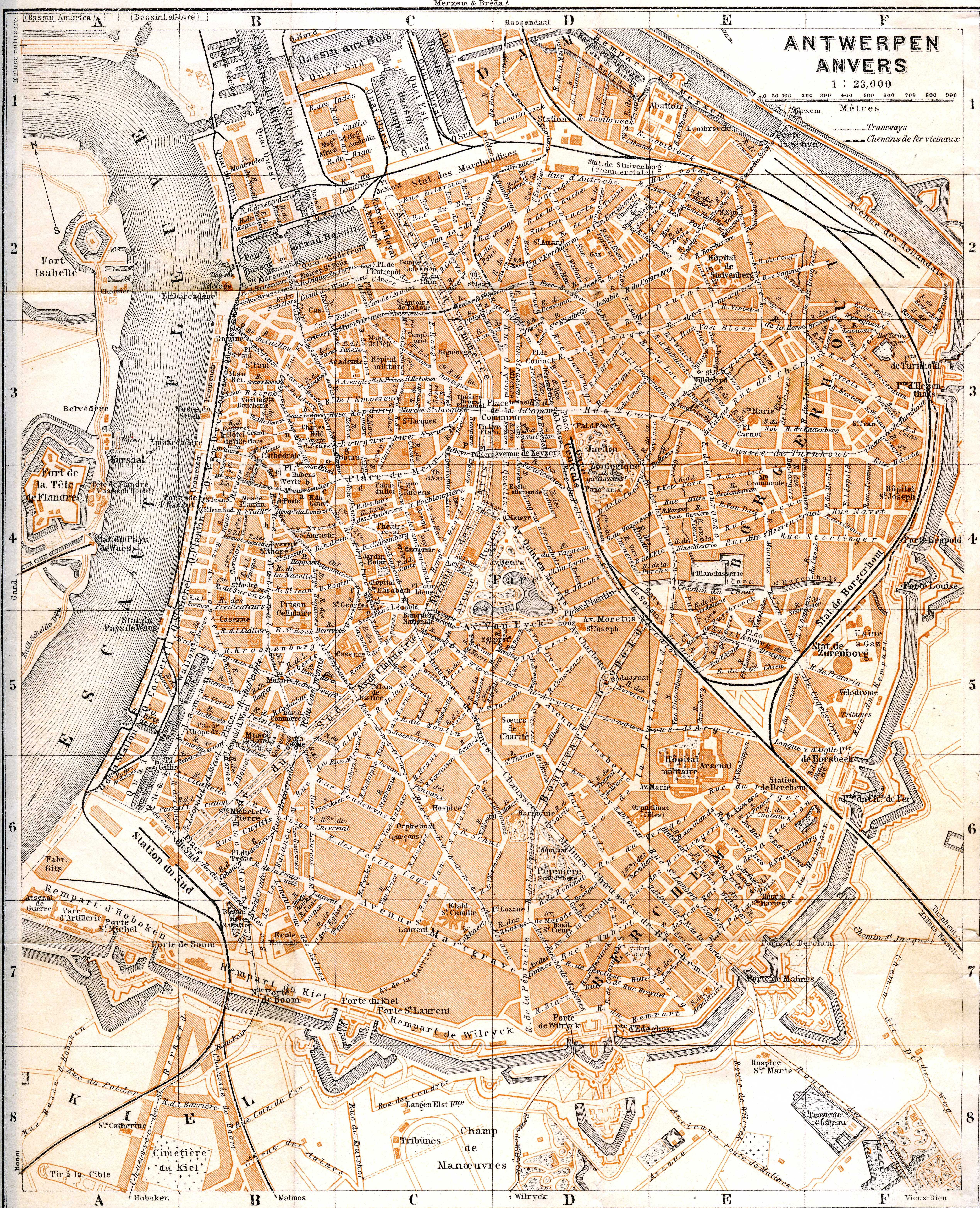
Hartă din 1905 pe care apar fortul Vlaams Hoofd, feribotul, gara și cazinoul.

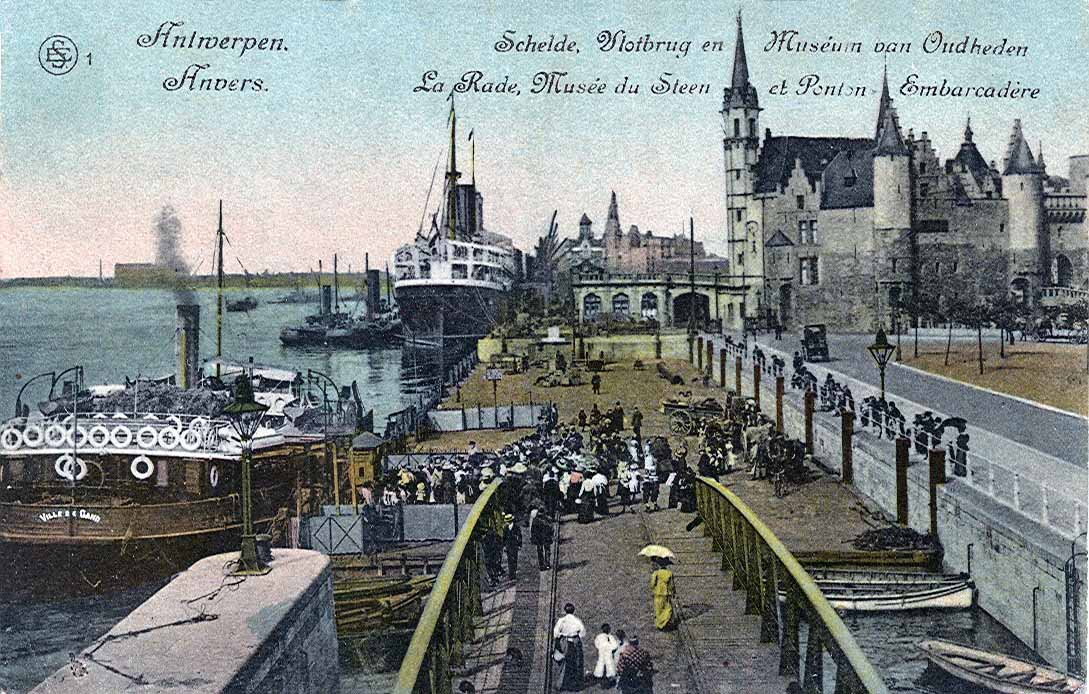
Feribotul spre malul stâng al Scheldei în 1914.

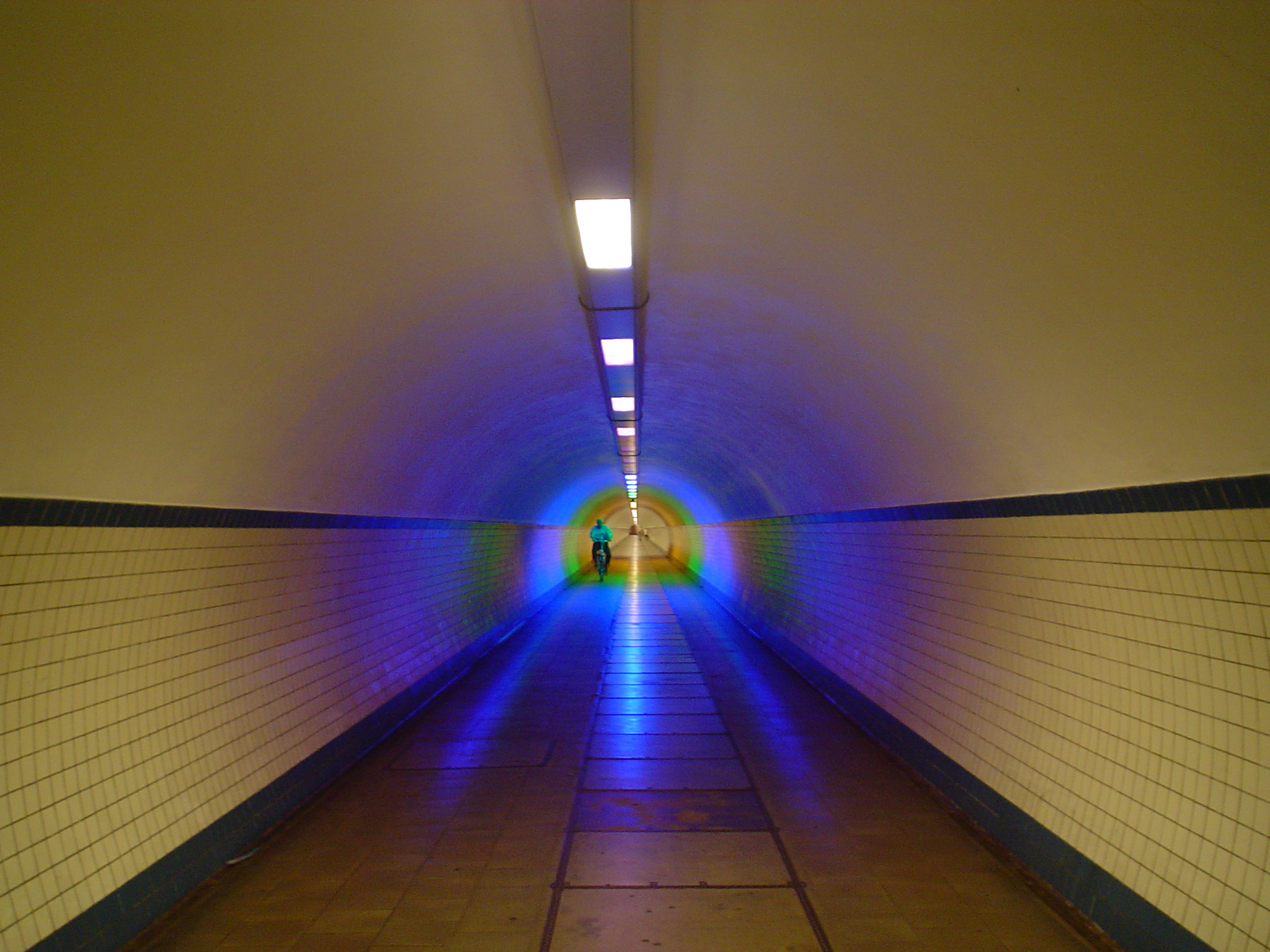
Tunelul pietonal Sint-Anna, operă a IMALSO.

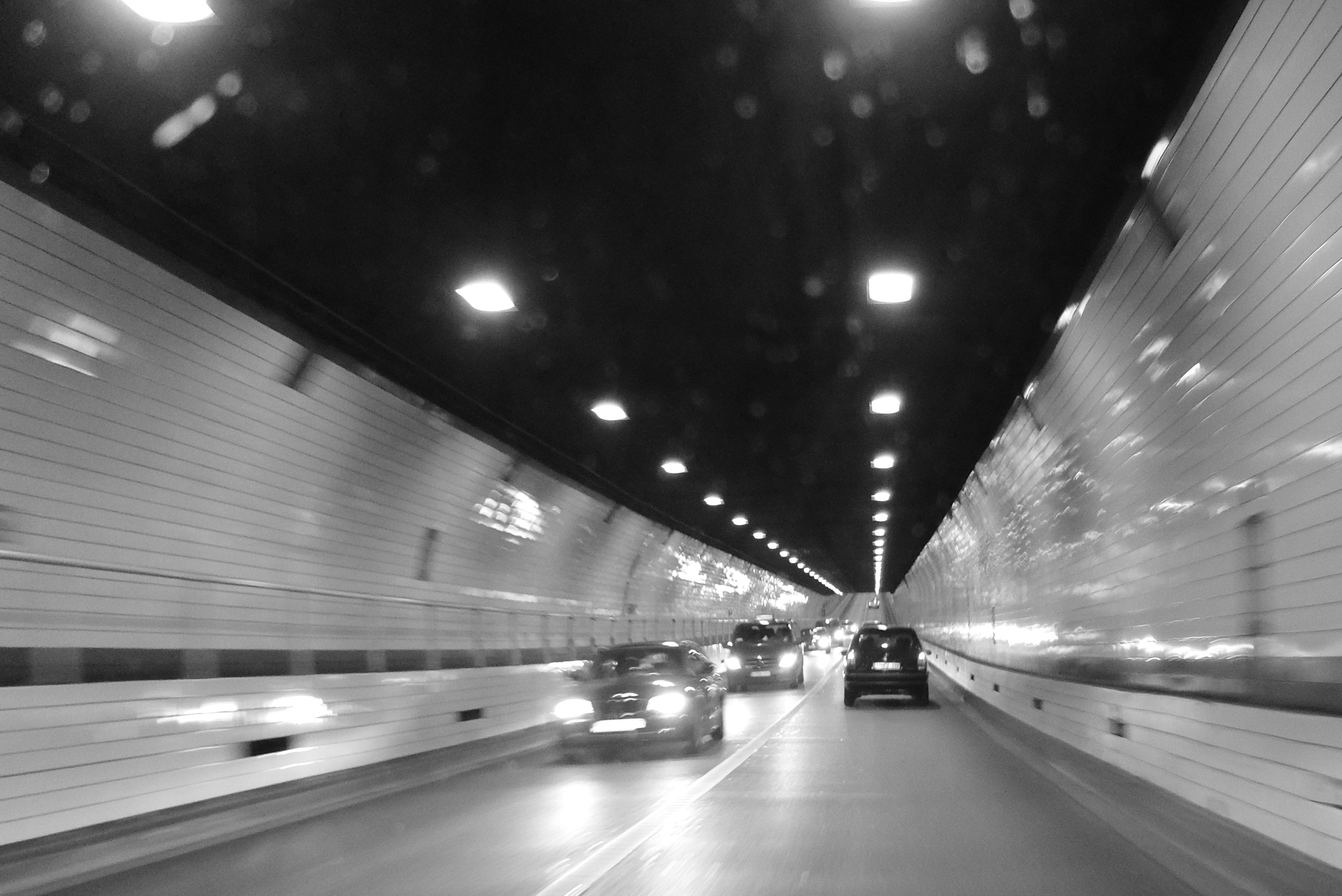
Tunelul Waasland, realizat de IMALSO.

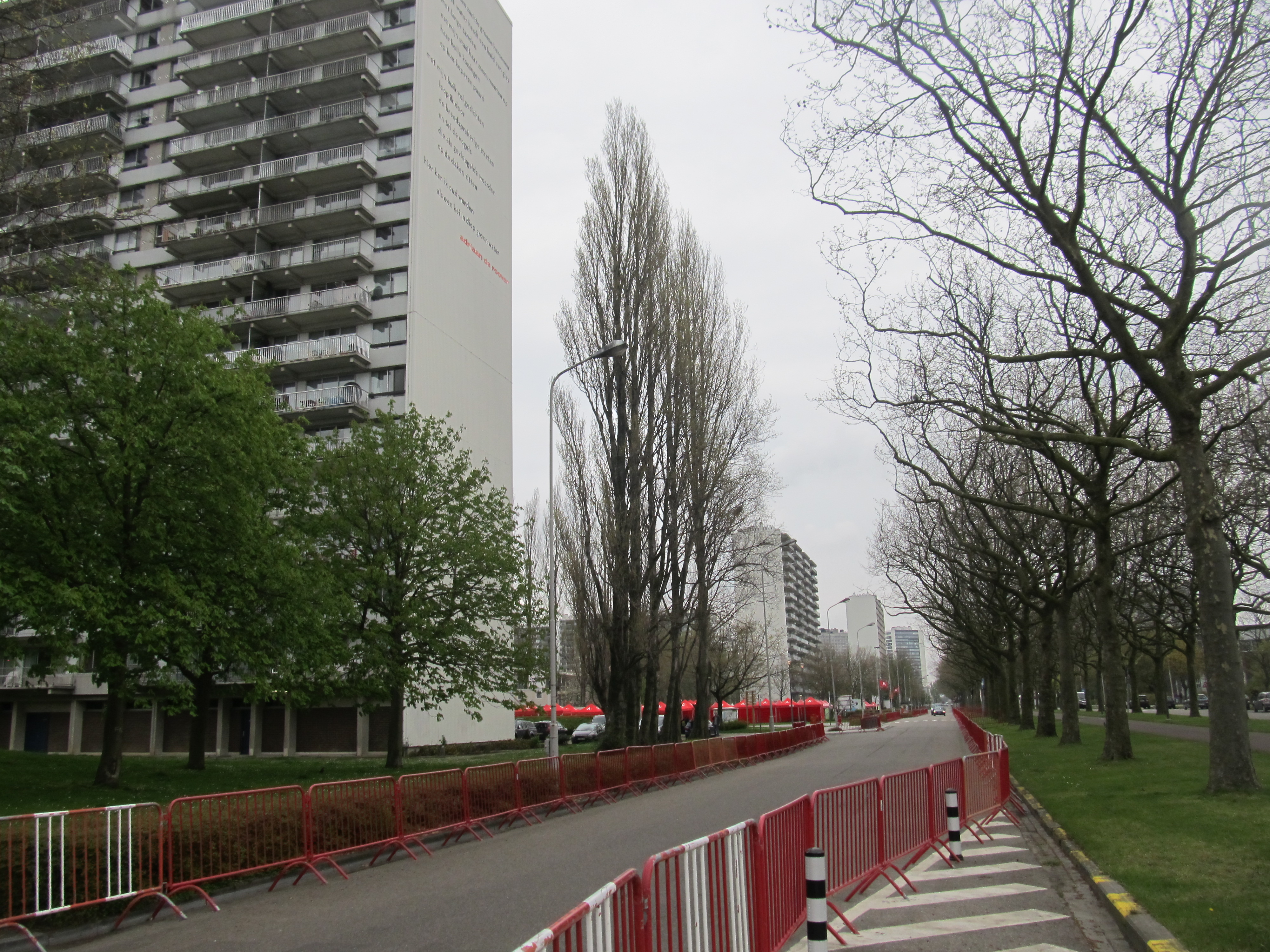
Blocuri de pe bulevardul Gloriantlaan din Linkeroever realizate sub supravegherea IMALSO.

Actualul cartier Linkeroever este poziționat pe locul vechiului sat Sint-Annadorp și al fortăreței Vlaams Hoofd, ambele situate pe malul stâng al râului Schelde. Satul și fortul erau conectate între ele prin intermediul unui drum construit pe un dig care mărginea polderul Borgerweert. Ulterior, drumul a devenit artera Blancefloerlaan. Polderul Borgerweert putea fi inundat la nevoie pentru a proteja fortul.
Pe 3 noiembrie 1844 a fost inaugurată Gara Vlaams Hoofd. Din această gară pornea o cale ferată izolată, linia 59 către Gent, exploatată de „Compania căilor ferate de la Anvers la Gent prin Saint-Nicolas și Lokeren” (în franceză Compagnie du chemin de fer d'Anvers à Gand par Saint-Nicolas et Lokeren).
La începutul secolului al XX-lea, satul Sint-Annadorp devenise o destinație populară de relaxare pentru locuitorii din Antwerpen, situat pe malul drept al Scheldei. Satul dispunea de cazinouri și restaurante care serveau midii. Legătura între cele două maluri se făcea prin intermediul a două feriboturi: „Sint-Annekensboot” și „Land van Waas / Pays de Waes”. Feribotul „Sint-Annekensboot” traversa fluviul Schelde în dreptul castelului het Steen, în timp ce „Land van Waas” transporta garnituri de tren între gările Vlaams Hoofd din Linkeroever (ulterior denumită Gara Antwerpen-Vest) și Antwerpen-Waas de pe Sint-Michielskaai.
Sesizând potențialul comun de dezvoltare a celor două maluri ale Scheldei, legea din 19 martie 1923 a modificat granița administrativă dintre provinciile Antwerpen și Flandra de Est, transferând satul Sint-Annadorp și comunele Burcht și Zwijndrecht, toate aflate pe malul stâng al Scheldei, în patrimoniul provinciei Antwerpen. Această măsură stimula extinderea și pe malul stâng a orașului Antwerpen, situat la acea vreme doar pe malul drept. Aceeași lege stipula și decizia guvernului de a organiza, până pe 1 ianuarie 1924, o licitație pentru forarea unui tunel pe sub fluviu între cele două așezări. 

## Înființarea IMALSO
Situația financiară de după Primul Război Mondial a regatului Belgiei a făcut imposibilă respectarea datei de 1 ianuarie 1924 pentru realizarea tunelului pe sub Schelde, iar ofertele private au fost respinse, deoarece solicitau garanții guvernamentale în caz de eșec. Aceste lucruri au dus în final la constituirea, pe 9 martie 1929, a societății pe acțiuni Intercommunale Maatschappij van de Linker Scheldeoever, ce avea scopul precis de a realiza o conexiune între cele două maluri ale fluviului care să permită circulația persoanelor, mărfurilor și vehiculelor. Compania a fost constituită pentru o perioadă de 70 de ani, iar acționarii săi erau următorii:
- Statul belgian, cu 500 de acțiuni;
- Provincia Antwerpen, cu 160 de acțiuni;
- Provincia Flandra de Vest, cu 160 de acțiuni;
- Orașul Antwerpen, cu 160 de acțiuni;
- Orașul Sint-Niklaas, cu 4 acțiuni;
- Comuna Beveren, cu 4 acțiuni;
- Comuna Burcht, cu 4 acțiuni;
- Comuna Melsele, cu 4 acțiuni;
- Comuna Zwijndrecht, cu 4 acțiuni.

## Activitatea IMALSO
IMALSO s-a concentrat la începutul activității sale pe sarcina principală: realizarea unei legături directe și permanente între cele două maluri ale fluviului Schelde. După studii amănunțite, Consiliul Director al companiei a decis că cea mai bună soluție este construirea a două tuneluri separate, unul pentru vehicule, celălalt pentru pietoni și cicliști.
Sub coordonarea IMALSO, pe 1 martie 1931 a început construcția tunelului auto Waasland, iar pe 28 iunie 1931 a unui tunel pietonal și velo, numit ulterior Sint-Anna. Ambele tuneluri au fost proiectate de arhitectul local Emiel Van Averbeke. Tunelul Waasland a fost realizat de firma Compagnie Internationale des Pieux Armés Frankignoul. Tunelurile au fost finalizate înainte de termen și au fost inaugurate oficial pe 10 septembrie 1933, în prezența Regelui Albert I, a Reginei Elisabeta, a numeroși demnitari și delegați străini.
Pe lângă construcția tunelurilor, IMALSO a primit și sarcina întreținerii și exploatării lor. Adițional, compania a fost însărcinată cu evaluarea și vânzarea terenurilor din Linkeroever, precum și cu gestionarea terenurilor nevândute și a lacurilor și bălților din zonă.
În august 1932, IMALSO a lansat ideea unui concurs pentru dezvoltarea urbanistică a malului stâng. Mulți arhitecți din elita mondială au depus proiecte, printre ei și faimosul Le Corbusier. Viziunea sa, cea a unui oraș nou cu 500.000 de locuitori, bulevarde largi și blocuri turn, reprezenta o contrapondere la orașul istoric de pe celălalt mal. Planul, pe care arhitectul însuși l-a considerat ulterior „unul din cele mai bune proiecte ale sale”, prevedea un larg bulevard central aliniat cu catedrala de pe celălalt mal și conexiuni directe între Linkeroever și restul orașului Antwerpen:
- Un tren expres de-a lungul malului drept, cu extensii către malul stâng;
- O cale ferată pentru trenurile urbane, construită pe traseul actualului ring;
- O rețea de tramvai la sol și, paralel cu ea, trasee pentru traficul de marfă;
- O rețea de străzi rectilinii construite pe piloni la 5 m deasupra solului, urmând tiparul unui plan hippodamic cu dimensiunile 375 m x 375 m și orientate după niște axe heliocentrice;
- O rețea pietonală construită la sol.

Comitetul de selecție, deși a notat că există multe idei bune în viziunea propusă de Le Corbusier, a respins în unanimitate proiectul, considerându-l utopic și total nerealizabil cu resursele financiare ale vremii. Însă ideea bulevardelor largi și a unui ax central orientat spre catedrala de pe malul drept au fost reținute de specialiști și realizate ulterior, în perioada dezvoltării Linkeroever. 
În 1936, la solicitarea IMALSO, arhitecții Paul De Heem și Emiel Van Averbeke au avansat un nou plan de urbanism pe malul stâng, pornind de la ideile realizabile prezentate în proiectele participante la concursul din 1932-1933. Acest plan prevedea ridicarea unui cartier pentru circa 150.000 de locuitori, însă nici el nu a fost pus în operă.
În ciuda proiectelor propuse de arhitecți prestigioși în anii 1930, extinderea Linkeroever a continuat în mod nespectaculos în anii 1950. După consultări cu companiile de construcții și cu reprezentanții altor cartiere, precum Luchtbal sau Kiel, consiliul municipal al Antwerpenului a aprobat noi planuri de urbanism pentru Linkeroever care prevedeau, printre altele, realizarea de bulevarde rectangulare pentru traficul de tranzit și străzi înguste pentru traficul local.
În 3 iunie 1950, IMALSO a inaugurat portul de iahturi din Linkeroever, care a devenit gazda Liberty Yacht Club și a Royal Yacht Club van België. În anii 1970, Compania Malului Stâng a transferat suplimentar în folosința portului de iahturi o suprafață de 6000 m². Administrarea portului de către IMALSO a încetat în 1988, odată cu desființarea companiei.
O altă sarcină a companiei IMALSO a fost întreținerea, exploatarea și extinderea spațiului recreațional din zona plajei Sint-Anna. Compania Malului Stâng a concesionat aceste activități unor operatori privați. În 1967, consiliul local al orașului Antwerpen a propus ideea ambițioasă a integrării zonei plajei Sint-Anna cu pădurea Sint-Anna, loc de promenadă din apropiere folosit de mulți locuitori ai orașului. Suprafața recreațională rezultată, situată între fluviul Schelde și zonele rezidențiale, a fost de 214 hectare. Scopul consiliului local a fost de a acorda terenului din nordul Linkeroever statutul definitiv de zonă verde pentru recreere. În același an 1967, arhitectul Renaat Braem și arhitectul peisagist și designerul urban Johan D’Huyvetter au înaintat consiliului un plan de dezvoltare pentru plaja Sint-Anna. Acesta prevedea, în primă fază, renovarea ștrandului și infrastructurii existente, iar într-o fază ulterioară extinderea și modernizarea propriu-zise. În 1970 a fost terminată renovarea ștrandului, a terasei și a fațadelor, adăugarea de toalete, dușuri și cabine de schimb. În 1972 a fost efectuată o extensie pentru montarea unui filtru nou. Planul propus de Renaat Braem prevedea și construcția unei clădiri pentru depozitarea hainelor vizitatorilor plajei, cu o capacitate de 1.000 de umerașe. În 1974, un proiect alternativ al arhitectului municipal Paul Donné a sugerat construcția a două clădiri mai mici în schimbul uneia mari. Deoarece consiliul local a preferat aceasta variantă, Renaat Braem a integrat-o în planurile lui, dar această idee nu avea să mai fie realizată.